# جيمس فراولي
جيمس فراولي (بالإنجليزية: James Frawley)‏ مواليد 29 سبتمبر 1936، هو ممثل أمريكي.

## الأعمال
- غريز أناتومي
- القاضية إيمي
- سمولفيل
- شبح هامس
- ماجنوم بي آي
- الدمى
- كولمبو
- هوجانز هيروز

## روابط خارجية
- جيمس فراولي على موقع IMDb (الإنجليزية)
- جيمس فراولي على موقع ميتاكريتيك (الإنجليزية)
- جيمس فراولي على موقع روتن توميتوز (الإنجليزية)
- جيمس فراولي على موقع ألو سيني (الفرنسية)
- جيمس فراولي على موقع تيرنر كلاسيك موفيز (الإنجليزية)
- جيمس فراولي على موقع أول موفي (الإنجليزية)
- جيمس فراولي على موقع قاعدة بيانات برودواي على الإنترنت (الإنجليزية)
- جيمس فراولي على موقع قاعدة بيانات الأفلام السويدية (السويدية)
- جيمس فراولي على موقع قاعدة بيانات الفيلم (الإنجليزية)
- جيمس فراولي على موقع ليتربوكسد (الإنجليزية)